# Cmentarz w Ortelu Królewskim Pierwszym
Cmentarz w Ortelu Królewskim Pierwszym – nekropolia rzymskokatolicka w Ortelu Królewskim Pierwszym, założona jako cmentarz unicki, następnie użytkowana przez parafię prawosławną.

## Historia
Cmentarz został założony w XVII w. jako nekropolia unicka. W 1875, po likwidacji unickiej diecezji chełmskiej, razem z miejscową cerkwią został przemianowany na prawosławny. Pięć lat później poszerzono jego granice. W 1920, gdy cerkiew w Ortelu Królewskim została zrewindykowana przez Kościół rzymskokatolicki, położona przy niej nekropolia również przeszła w jego władanie.
Cmentarz podzielony jest na trzy kwatery różnej wielkości, posiada też wyraźnie wytyczoną aleję główną. Najstarszy nagrobek na jego terenie pochodzi z 1830, przetrwało również kilka nagrobków z końca XIX w..